# Hemmaplan

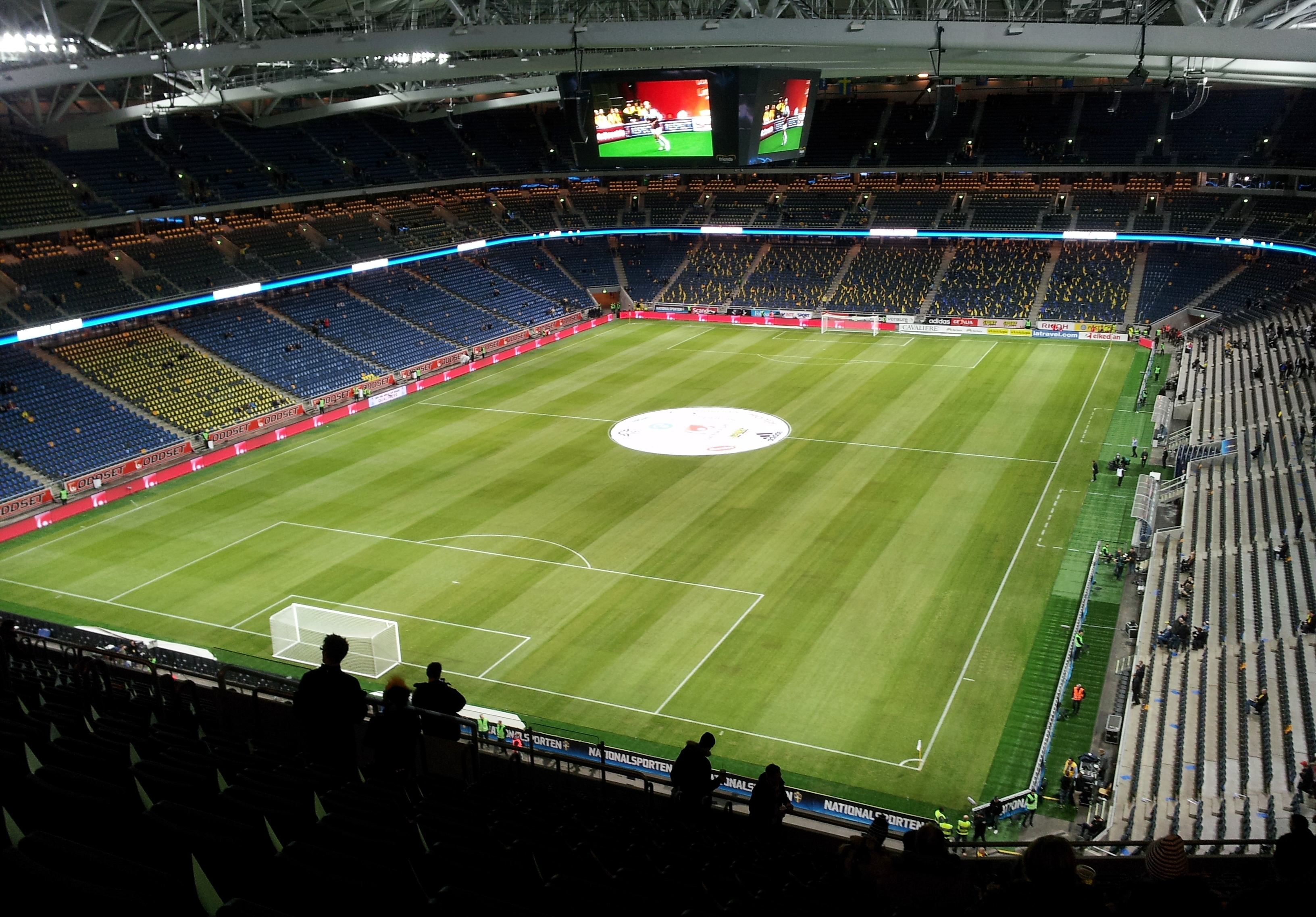
Strawberry Arena är hemmaplan för Sveriges herrlandslag i fotboll.

Hemmaplan är i lagsporter den arena eller idrottsplats där en idrottsklubb har valt att spela de matcher de äger rätten att sälja inträde till, så kallade hemmamatcher. I till exempel bandy, ishockey och fotboll äger eller långtidshyr klubbarna en arena, hemmaplan, i direkt anslutning till den stad eller ort där klubben verkar. Lagsporter spelas normalt i form av en serie där deltagande lag möter varandra två gånger, en gång på egna arenan, det vill säga  hemmaplan, och en gång på motståndarens arena, vilket benämns bortaplan. 
I cupspel lottas normalt lagen mot varandra; lotten avgör också vilket av lagen som skall arrangera matchen, det vill säga  vilket av lagen som skall ha hemmaplan. I vissa cupmatcher kan mål gjorda på bortaplan avgöra till ett lags fördel vid ett oavgjort resultat, se bortamålsregeln.    
I lagsporter anses det generellt sett vara en fördel att spela på hemmaplan eftersom laget slipper resa till annan arena och det egna lagets supportrar vanligtvis är i majoritet bland åskådarna. För vissa kan det däremot innebära ökad nervositet eller negativ press. När hemmastatistiken är dålig talas det ibland om "hemmaspöke". Ett berömt exempel på detta är HV71 som under tränaren Curt Lundmarks ledarskap i slutet av 1980-talet spelade bättre på bortaplan och då började åka buss till hemmamatcherna för att ge spelarna känslan att de var på väg till en bortamatch.